# اس‌ام یو-۴۰ (آلمان)
اس‌ام یو-۴۰ (آلمان) (به انگلیسی: SM U-40 (Germany)) یک زیردریایی بود که طول آن ۶۴٫۷۰ متر (۲۱۲٫۳ فوت) بود. این زیردریایی در سال ۱۹۱۴ ساخته شد.